# Jeunesse Arena
Die Jeunesse Arena ist eine Mehrzweckhalle und steht im Stadtteil Barra da Tijuca der brasilianischen Metropole Rio de Janeiro. Mit dem Parque Aquático Maria Lenk und dem Velódromo da Barra bildet es in der Rennstrecke Autódromo Internacional Nelson Piquet den Complexo Esportivo de Autódromo.
Sie wurde anlässlich der 15. Panamerikanische Spiele 2007 (13.–29. Juli) gebaut und dort fanden Basketball und Kunstturnen statt. Vom 13. bis 16. September 2007 wurden die Judo-Weltmeisterschaften ausgetragen.
Bei den Olympischen Sommerspielen 2016 fanden in der Arena Kunstturnen, Rhythmische Sportgymnastik und Trampolinturnen, bei den Sommer-Paralympics 2016 die Rollstuhlbasketball-Wettbewerbe statt.
Neben Sportveranstaltungen wird die Halle auch für Konzerte genutzt. Zu Gast waren hier z. B. Andrea Bocelli, Alanis Morissette, Bob Dylan, Korn, Lily Allen, Ozzy Osbourne, Roberto Carlos, Rod Stewart, Scorpions, Seal, The Offspring, Queen + Paul Rodgers
Vom 29. März 2008 bis zum Beginn der Olympischen Spiele trug die Veranstaltungshalle den Namen HSBC Arena, nach der weltgrößten Banken-Gruppe HSBC. Seit 2016 heißt die Sportstätte Jeunesse Arena nach dem Unternehmen Jeunesse Global.

## Galerie

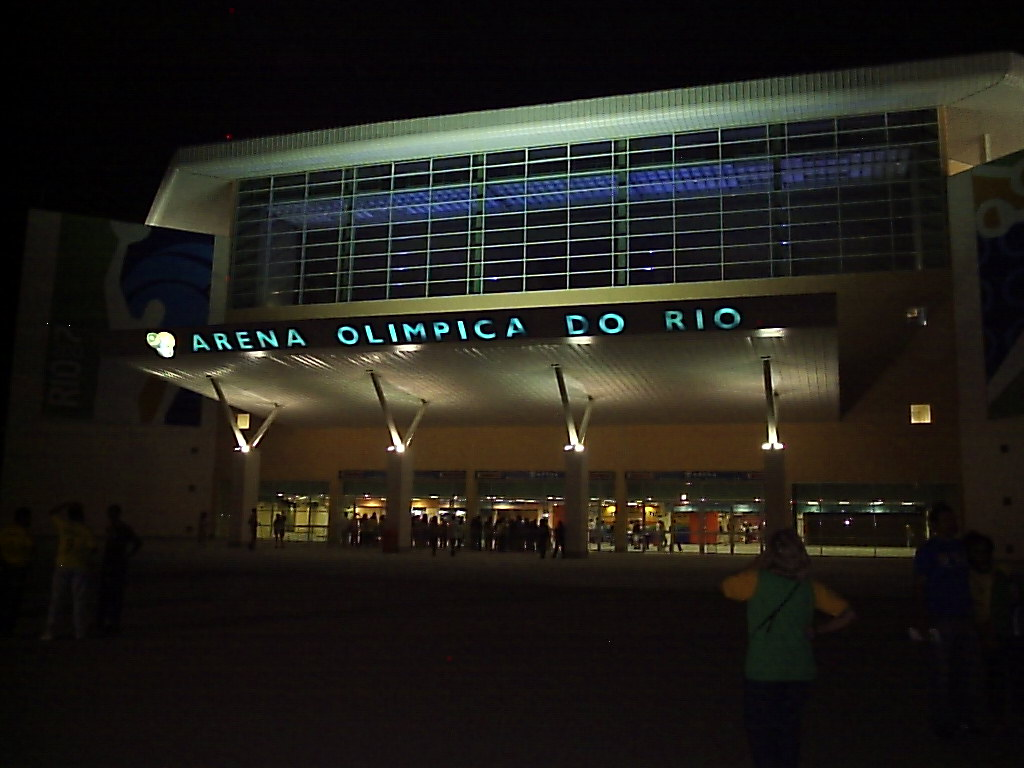
Die Arena während der Panamerikanischen Spiele 2007
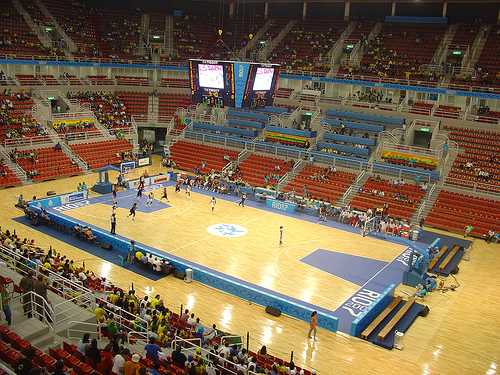
Das Basketballfeld
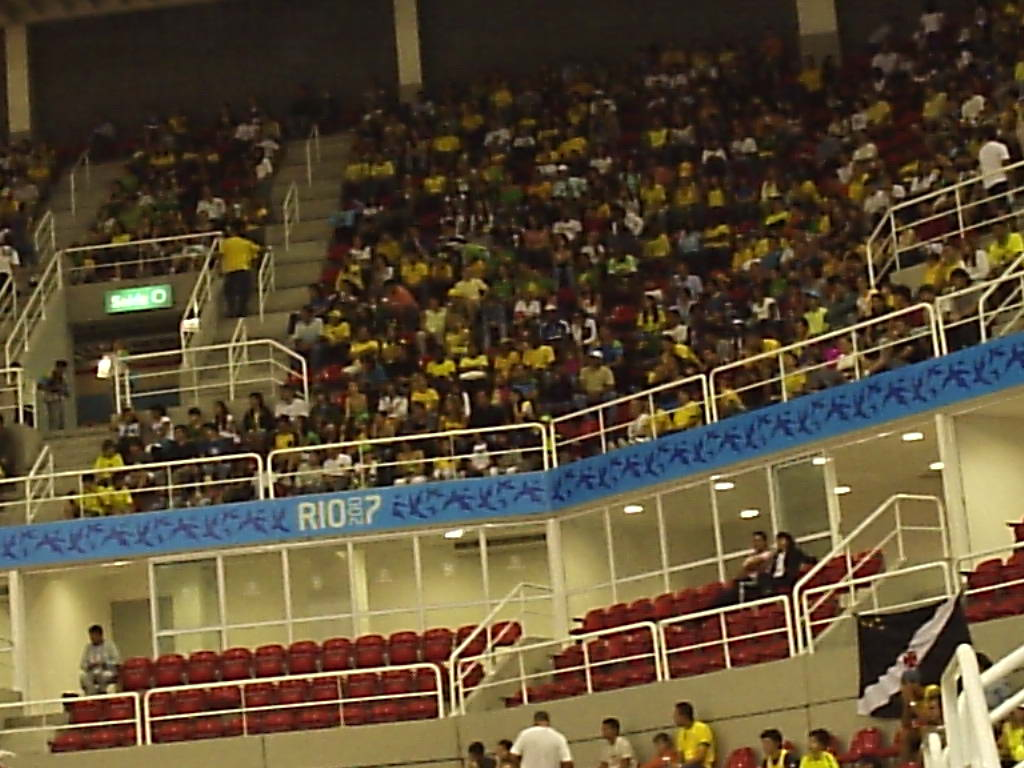
Tribüne der Arena